# Harrasmühlentunnel
Der Harrasmühlentunnel liegt zwischen den Bahnhöfen Neustadt an der Orla (km 109,0) und Oppurg (km 117,7) an der Bahnstrecke Leipzig–Gera–Saalfeld. Der für zweigleisigen Betrieb gebaute Tunnel wurde mit der Strecke am 20. Dezember 1871 eingleisig eröffnet, war vom 25. August 1915 an zweigleisig und ist seit dem Sommer 1946, als ein Gleis der Strecke als Reparationsleistung an die Sowjetunion abgebaut wurde, bis heute wieder eingleisig. Er gehörte mit rund 117 m Länge zu den kürzesten der 28 Tunnel der Reichsbahndirektion Erfurt.
Der Tunnel wurde 1871 nach der belgischen Tunnelbauweise erbaut und ist auf seiner ganzen Länge ausgemauert. Das Deckgebirge steigt beiderseits bis zu ca. 17,5 m über dem Gewölbescheitel an. Die höchste Geländestelle liegt bei 295,06 m über NN.
Die Hauptmaße sind: Breite 8,10 bis 8,20 m; Höhe zwischen Schienenoberkante und Gewölbescheitel 6,30 bis 6,40 m. Der Gleisabstand betrug wie bei allen Tunneln dieser Zeit 3,50 m. Die Schienenoberkante liegt am Neustädter Portal auf 271,04 m und am Oppurger Portal auf 269,88 m über NN. Der Tunnelachse hat ziemlich genau die Hauptrichtung Ost – West. Das Tunnelgelände liegt innerhalb der Gemeinde Lausnitz bei Neustadt an der Orla. Auf der Neustädter Seite ist ein Voreinschnitt von ca. 50 m und auf der Oppurger Seite von etwa 300 m Länge vorhanden. Der Tunnel liegt in einem durchgehenden Gefälle, auf den ersten 9,05 m mit 5,02 Promille und auf dem restlichen Stück mit 11,25 Promille. Von Neustadt kommend liegt das Gleis auf den ersten rund 20 m im Bogen mit einem Radius r = 460 m und geht danach in einem 105 m langen Übergangsbogen in die anschließende Gerade über.
Gegen Ende des Zweiten Weltkriegs wurden zweimal Fliegerbomben auf den Tunnel abgeworfen. Einmal ging es um einen zum Teil im Tunnel haltenden Munitionszug, das andere Mal galt der Angriff wahrscheinlich eher dem nahen Kupferhammer.
Bei der Generalinventuraufnahme des Reichsbahnvermögens im Oktober 1960 wurden die Neubaukosten des Tunnels mit 283.800 Mark und seine voraussichtliche Lebensdauer mit 180 Jahren angesetzt.